# 湊俊一
湊 俊一(みなと しゅんいち、1923年6月26日 - )は日本の俳優。声優。本名は湊谷 順平（みなとや じゅんぺい）。

## 来歴・人物
秋田県平鹿郡で生まれる。慶應義塾大学経済学部卒業。大学在学中は演劇研究会で活動。大学卒業後は劇団創作座に参加。1952年、ラジオ東京放送劇団に入団。劇団内では寺島信子、嵯峨隆一とともに研究会を作り演技の勉強を続けた。その後はタレントエージェント、三木事務所、劇団東芸、天知プロ、ニューキャスターブロフに所属していた。
現代劇における科学者や上司役などが当たり役で数多くのドラマに出演。時代劇では主に家老や商人役などを演じた。声優としても草創期から吹き替えを中心に活躍。
社団法人映像コンテンツ権利処理機構においては不明権利者とされている。

## 主な出演作品

### テレビドラマ
- 東芝日曜劇場 マンモスタワー（1958年、TBS）
- あるぷす大将（1959年、TBS）
- 事件記者（1959年 - 1960年、NHK） - 端役でセミレギュラー
- おかあさん（1961年 - 1963年、TBS）
- タケダアワー（TBS）
  - 隠密剣士（1962年）
    - 第27話「伊賀隠形陣」
    - 第41話「おぼろの忍者」
    - 新隠密剣士 第14話「黒い集団」（1965年）
    - 隠密剣士突っ走れ! 第1話「炎を破る信太郎」（1973年） - 新吾の父

  - 怪奇大作戦 第4話「恐怖の電話」(1968年、円谷プロダクション) - 小川
  - ガッツジュン 第15話（1971年） - 支配人
  - アイアンキング 第19話「大虫人カブトロン出現」（1972年、宣弘社） - 国家警備機構上役
- 特別機動捜査隊（NET / 東映）
  - 第84話「自首」（1963年）
  - 第101話「台風圏」、第102話「続 台風圏」（1963年）
  - 第116話「白と赤」（1964年）
  - 第140話「四百九十人の容疑者」（1964年）
  - 第161話「くちびる」（1964年）
  - 第185話「どぶ鼠」（1965年）
  - 第287話「夕陽の町」（1967年）
  - 第314話「アイデア夫人の場合」（1967年） - 有島
  - 第322話「寒いクリスマス」（1967年） - 石山
  - 第338話「狂った季節」（1968年） - 浜
  - 第370話「挑戦」（1968年）
  - 第379話「決闘」（1969年）
  - 第419話「夜のシャボン玉」（1969） - 末広
  - 第555話「慕情」（1972年） - 笹島
  - 第563話「陽のあたる町」（1972年） - 岩山
  - 第582話「消えゆく灯」（1972年） - 幸吉
  - 第608話「燃える炎の女」（1973年） - 主人
  - 第633話「サソリ座の女」（1973年）
  - 第651話「姿なき脅迫者」（1974年） - 野村
  - 第734話「絶望を越えて」（1975年） - 古賀
  - 第725話「拳銃」（1975年） - 店主
  - 第756話「悪魔の暴走」（1976年） - 支配人
  - 第769話「俺は許せなかった」（1976年） - 高木
  - 第783話「妻の日記帳」（1976年） - 丸山
- 七人の刑事（TBS）
  - 第1シリーズ 第96話「消えたバカンス」（1963年）
  - 第2シリーズ 第15話「虚名」（1964年）
  - 第2シリーズ 第110話「壁の中の結婚式」（1966年）
- 鉄道公安36号 第74話「寝台盗」（1964年、NET）
- ゼロ戦黒雲隊 第1話「ゼロ戦登場」（1964年、NET）
- 青年同心隊 第7話「からっ風作戦」（1964年、TBS）- 庄屋嘉兵衛
- ライオン奥様劇場 男の償い（1965年、CX） - 安倍昌平
- 泣いてたまるか 第7話「あすは死ぬぞと」（1966年、TBS）
- ザ・ガードマン 第162話「一億円交響楽」（1968年、TBS / 大映テレビ室）
- マイティジャック 第6話「熱い氷」（1968年、CX / 円谷プロダクション） - 立花博士
- 魔神バンダー（1969年、CX）- 宇宙学者・立花博士
- 鬼平犯科帳'69 第62話「罪ほろぼし」（1969年、NET / 東宝）- 御宿の勘八
- プレイガール（12ch）
  - 第35話「夫は外で何をしていた?」（1969年）
  - 第48話「白銀の追跡者」（1969年）
  - 第87話「おんな命の預け方（1970年）
- 旗本退屈男（1970年、CX / 東宝）
  - 第7話「若さま纏」 - 長沢伝兵衛
  - 第23話「矢車数え唄」 - 藤兵衛
- ウルトラシリーズ（TBS / 円谷プロダクション）
  - 帰ってきたウルトラマン 第28話「ウルトラ特攻大作戦」（1971年）- 気象台課長
  - ウルトラマンタロウ 第4話「大海亀怪獣東京を襲う!」（1973年）  - 第四さくら丸船長
- 一心太助 第9話「怪盗の恋」（1971年、CX / 国際放映） - 家老
- 火曜日の女シリーズ（日本テレビ放送網|NTV）
  - 花は見ていた（1971年、ユニオン映画）
  - 幻の女（1971年）
- 快傑ライオン丸 第15話「エレサンダー 地獄谷の決鬪」（1972年、CX / ピー・プロダクション） - 信作
- 必殺シリーズ（ABC / 松竹）
  - 必殺仕掛人 第20話「ゆすりたかり殺される」（1972年） - 利根屋政五郎
  - 助け人走る（1973年）
    - 第8話「女心大着服」 - 船頭伊八
    - 第29話「地獄大搾取」 - 三州屋

  - 必殺仕置人 第10話「ぬの地ぬす人ぬれば色」（1973年） - 森清武
  - 必殺必中仕事屋稼業 第15話「大当りで勝負」（1975年）
- 走れ!ケー100 第17話（1973年、TBS / C.A.L）
- 無宿侍 第13話「ふたり幻之介」（1973年、CX / 国際放映） - 飯屋の親爺
- 戦国ロック はぐれ牙（1973年、CX）
- お嫁に行きます（1973年、12ch） - 大竹編集長
- 仮面ライダーV3 第35話「キバ男爵 最後の変身」（1973年、NET / 東映） - 宮本経済長官
- 高校教師 第21話（1974年、12ch）
- 闘え!ドラゴン 第7話「ゆけドラゴン！悪魔の島へ!!」（1974年、12ch） - 陳爺
- 華麗なる一族（1974年、MBS） - 川畑阪神特殊鋼営業担当常務
- 太陽にほえろ!（NTV / 東宝）
  - 第123話「孤独のゲーム」（1974年） - 浦島倉庫社長
  - 第145話「決定的瞬間」（1975年） - 執刀医
  - 第580話「名人」（1983年） - 平山の元上司
- 夜明けの刑事 第34話「バクチの好きな夫に気をつけろ!!」（1975年、TBS）
- 江戸の旋風（CX / 東宝）
  - 第2シリーズ
    - 第20話「がんばれ!左内」（1976年） - 駿河屋
    - 第47話「泣くな、お人よし」（1977年）

  - 第3シリーズ 第29話「壊れた人形」（1977年） - 尾張屋番頭
- 子連れ狼 第3部 第7話「忍五輪」（1976年、NTV / ユニオン映画） - 福地
- 伝七捕物帳 第118話「飛び込んできた女狐」（1976年、NTV / 前進座＝ユニオン映画） - 長崎屋
- 俺たちの朝 第24話「夢と下着ともういやッ！！」（1977年、NTV / 東宝） - 商店街の店主
- 土曜ワイド劇場（ANB / 東映）
  - 田舎刑事 第1作「時間よ、止まれ」（1977年）
  - 超高層ホテル殺人事件 空白のアリバイ（1982年）
  - 探偵神津恭介の殺人推理・5 血ぬられた薔薇（1986年）
- 白い荒野（1977年、TBS / 国際放映）
- 赤い激流 第26話「愛はいのち」（1977年、TBS / 大映テレビ）
- 新五捕物帳 第47話「月とすっぽん」（1978年、NTV / ユニオン映画）
- 江戸の渦潮 第14話「純情柳河岸」（1978年、CX / 東宝） - 駿河屋
- 大都会 PARTIII 第40話「ドクター宗方の証言」（1978年、NTV / 石原プロモーション） - 城西第3署刑事
- 噂の刑事トミーとマツ（1980年、TBS / 大映テレビ）
  - 第1シリーズ
    - 第13話「銭湯でタイホ！刑事も裸、犯人も裸」- 東南銀行支店長
    - 第35話「のぞいちゃ駄目よ!トミーとマツ」
- 江戸の激斗 第22話「熱い眠りにこころ残して」（1979年、CX / 東宝） - 飯屋の主人
- 江戸川乱歩の美女シリーズ 第9作「赤いさそりの美女」（1979年、12ch / 東映） - 映画プロデューサー
- 大空港 第64話「戦慄のダブルハイジャック 706便危機一発!!」（1979年、CX / 松竹）
- 爆走!ドーベルマン刑事 第6話（1980年、ANB / 東映）
- 旅がらす事件帖 第20話「激突!恐怖の阿修羅太鼓」（1980年、KTV / 国際放映） - 庄兵衛
- ザ・ハングマンシリーズ（ABC / 松竹芸能）
  - ザ・ハングマン 第50話「女催眠術師のウラを探れ」（1981年）
  - ザ・ハングマンVI 第9話「プッツン夫婦が離婚劇大作戦!」（1987年）
- 女商一代 やらいでか!（1981年、東海テレビ / 東宝） - 瀬戸
- NHK大河ドラマ
  - 峠の群像（1982年） - 貝賀友信
  - 徳川家康（1983年） - 津田宗及
  - 山河燃ゆ（1984年） - 久我山子爵
- 特捜最前線（ANB / 東映）
  - 第262話「紅い爪!」（1982年）
  - 第487話「侮られた夫の殺意・殺したい程憎い妻!」（1986年）
- 西部警察PART-II 第20話「明日への挑戦」（1982年、ANB / 石原プロモーション） - 警視庁幹部
- だんなさまは18歳 第10話（1982年、TBS / 大映テレビ）- 雪子の父
- 火曜サスペンス劇場 モナ・リザの身代金（1983年、NTV / 東宝）
- 新大型時代劇 真田太平記（1985年、NHK）

など

### 映画
- 灰色の悶え（1965年、共栄企画） - 寺島正夫
- さくら盃 義兄弟（1969年、日活） - 望月楼主人
- 必殺仕掛人 梅安蟻地獄（1973年、松竹） - 備前屋庄右衛門
- 月光仮面（1981年、日本ヘラルド）
- 小説吉田学校（1983年、東宝） - 大屋晋三

### テレビアニメ
- 鉄腕アトム（1963年） - ポギー
- エイトマン（1963年） - ゴール博士

### 吹き替え

#### 映画
- スイスファミリーロビンソン（モアランド船長〈セシル・パーカー〉）※1961年劇場公開版
- 太陽に向って走れ ※NET版（1967年日曜洋画劇場放送）
- 007 ゴールドフィンガー（M〈バーナード・リー〉）※NET版（1974年日曜洋画劇場放送）

#### ドラマ
- アウター・リミッツ (1963年) 第23話「遊星衝突の危機」（アージェイ・ビースレイ〈ジョン・マクライアム〉）
- 宇宙大作戦 第15話「おかしなおかしな遊園惑星」（世話役）
- コンバット! 第45話「雷鳴の一夜」（ドルフマン〈アルバート・ポールセン〉）
- 逃亡者 (1963年のテレビドラマ)
- ベン・ケーシー（デビッド・ゾーバ博士〈サム・ジャッフェ〉）※2代目
- ミステリーゾーン
  - シーズン2 第1話「キング・ナイン号帰還せず」（精神病理学者[10]）
  - シーズン2 第7話「素晴らしき未来」

### ラジオドラマ
- 或る思春期（1953年、ラジオ東京）
- あなたの胸に（1956年、ラジオ東京）